# Палац культури «Залізничник»
Палац робітника (Палац культури «Залізничник») — пам'ятка архітектури місцевого значення у стилі конструктивізму початку XX століття (охоронний № 7028-Ха). Будинок розташований в Холодногірському районі міста Харкова по Великій Панасівській, 83А.

## Опис
Будівлю палацу робітника, проєкт якої розробив радянський архітектор Олександр Дмитрієв, розташували в глибині невеликої площі, утвореної вулицями Великою Панасівською й Копиловською, а також Панасівським проїздом. Обрана зодчими зовнішня композиція будівлі стала доповненням навколишнього простору, а також гармонійно вписується в нього. Завдяки симетричному головному фасадові палацу (у вигляді п'яти увігнутих дугоподібних поверхонь дещо схожих на канелюри) має різне сприйняття залежно від місця його споглядання. Ідею перетворення розгорнутих міхів хроматичної гармонії автор проєкту запозичив та удосконалив ідеї архітекторів Олександра Гегелло та Давида Кричевського, втілених ними при зведенні Палацу культури імені Олексія Горького в Ленінграді (нині — Санкт-Петербург) у 1925—1927 роках. Хвиляста поверхня чолового фасаду підсилюється трьома широкими смугами суцільного засклення, що повторюють визначені форми. Поверхню стін будівлі було потиньковано. Портали облицювали рожевим гранітом, а входи до палацу обрамлено чорним гранітом.
Завдяки обраній такій композиції фасаду автор проєкту також нетрадиційно, але структурно представив об'ємно-просторову композицію внутрішніх приміщень палацу культури. Домінантою будівлі стали великий глядацький зал (секторний у плані) на 2 тисячі глядачів та простора сцена (11 на 17 метрів із порталом завширшки 10 метрів). Саме від них композиційно та просторово, визначені в одному об'ємі, залежать всі решта приміщень. Дугоподібний вестибюль на першому поверсі, до якого потрапляють відвідувачі з головного входу, примикає до самого залу, гардеробів та розташованого поряд ресторану. Саму залу оточують двоярусні балкони з яких є вихід у кулуари та інші фоє. На торцевих стінах головного вестибюля палацу художником Євгеном Лансере виконано два монументальних панно розмірами 5,5 на 6,5 метрів. Саму сцену оточують артистичні вбиральні, доступ до яких глядачам закрито. Позаду сцени (ар'єрсцена) розташовано гімнастичний тренувальний зал. Однак самої сцени та глядацької зали не видно з головного фасаду. Завдяки такому плануванню палацу вдалося повністю ізолювати від сцени та зали допоміжні приміщення та аудиторії для клубних занять у гуртках художньої самодіяльності. Вони, а також бібліотека, розташовані на двох верхніх поверхах над фоє, що вікнами виходять на головний фасад. Відповідно до цих приміщень увійти можна лише з окремих входів з площі перед палацом, але ізольованими сходами.

## Історія

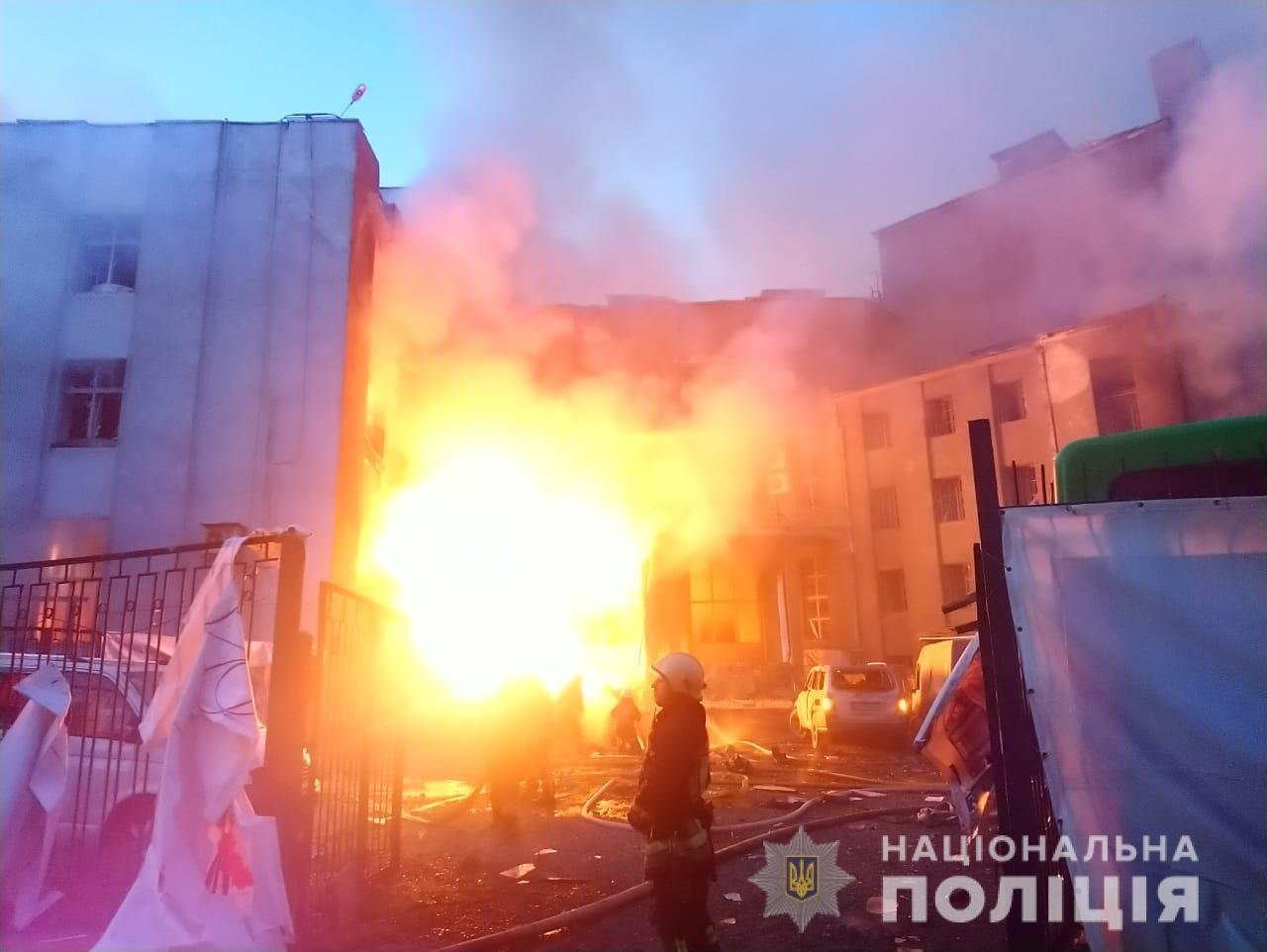
Палац культури «Залізничник» після ракетного удару 18 серпня 2022 року

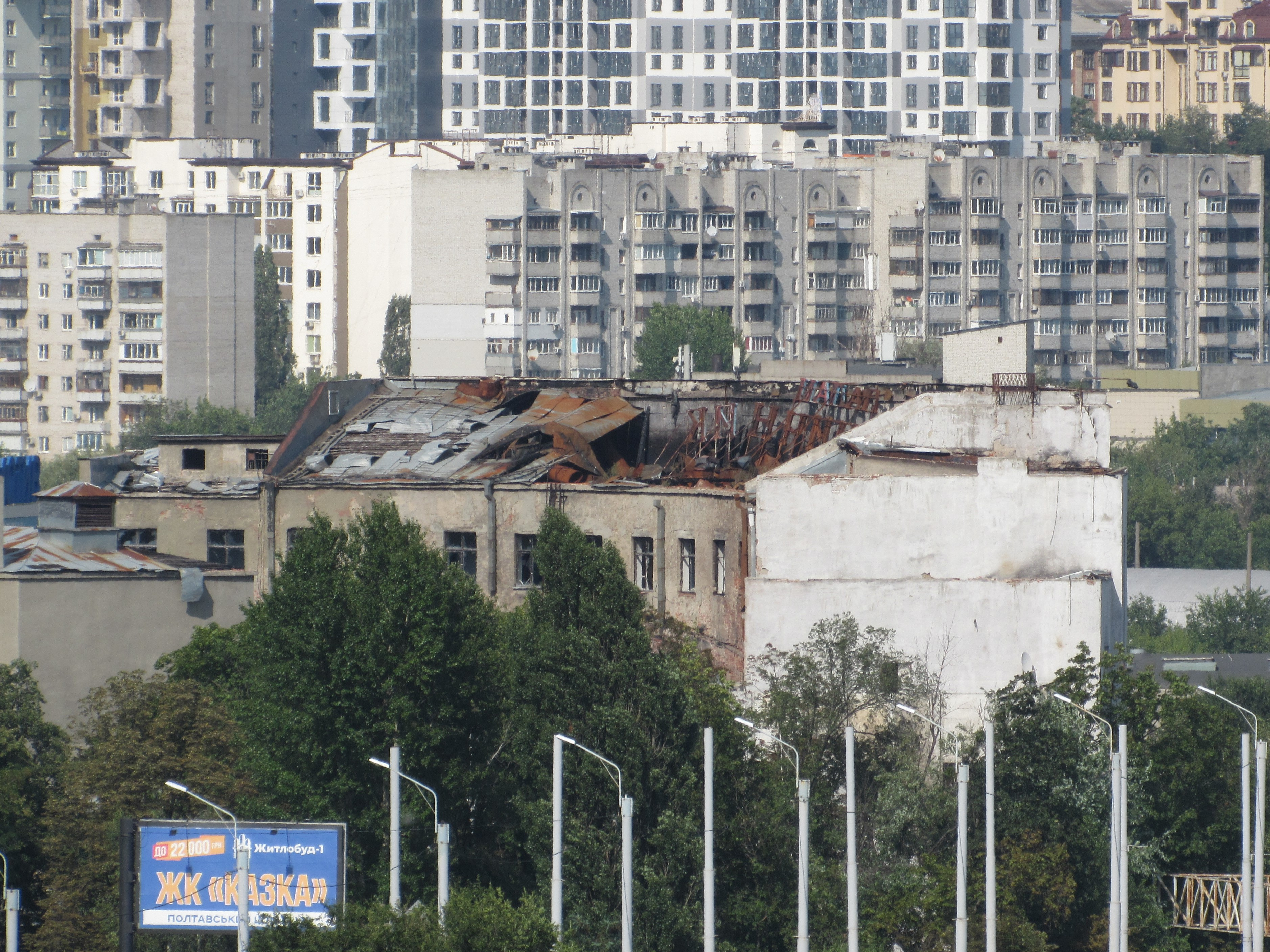
Наслідки влучання

Палац робітника почали зводити 1927 року за проєктом архітектора Олександра Дмитрієва у стилі конструктивізму. В експлуатацію будівлю було зведено 1932 року. Весь час існування виконував функцію будинку культури. Мав первісну назву будинку культури залізничників імені Сталіна, а потім — будинку культури імені Івана Котлова. До повномасштабної війни в «Залізничнику», як його іменували харків'яни та гості міста, працювали дитячі гуртки. 18 серпня 2022 року унаслідок ракетного обстрілу Харкова російські військові знищили Палац культури «Залізничник». За даними Харківської обласної прокуратури, в результаті цього сталося займання на площі 4200 кв. м. Розпочато досудове розслідування за ч. 1 ст. 438 Кримінального Кодексу України (порушення законів і звичаїв війни). Станом на березень 2025 року палац досі не законсервований та продовжує руйнуватися.